# گئورگه میهالی
گئورگه میهالی (رومانیایی: Gheorghe Mihali؛ زادهٔ ۹ دسامبر ۱۹۶۵) بازیکن سابق و مربی فوتبال اهل رومانی است که در پست مدافع بازی می‌کرد.
از باشگاه‌هایی که در آن بازی کرده‌است می‌توان به باشگاه فوتبال دینامو بخارست و باشگاه فوتبال گنگام اشاره کرد.
وی همچنین در تیم ملی فوتبال رومانی بازی کرده‌است.